# Llew Llaw Gyffes
Llew Llaw Gyffes – w mitologii celtyckiej urodzony jako kropelka syn Arianrhod i brat Dylana. Brat Arianrhod, Gwydiona, umieścił go w skrzyni i wychowywał.
Arianrhod rzuciła na Llew'a trzy klątwy zwane geasa: (1) że tylko ona będzie mogła nadać mu imię, (2) tylko od niej może otrzymać broń, i (3), że nie będzie miał ludzkiej żony - pozbawiła go więc trzech aspektów męskości. 
Mimo to, Gwydion go wychował, choć chłopiec nie miał imienia. Później Arianrhod zobaczyła, jak kropelka zabija strzyżyka jednym uderzeniem kamienia. Stwierdziła, iż jest on jasnym lwem o pewnej ręce, i nadała mu imię Llew Llaw Gyffes ("jasny lew o pewnej ręce"). Później Gwydion użył podstępu, na skutek którego matka uzbroiła chłopca. 
Llew stworzył sobie z kwiatów własną kobietę o imieniu Blodeuwedd. Blodeuwedd miała romans z Goronwym, i podstępem wykradła od niego sekret śmierci Llew'a, którego nie można było zabić ani w dzień, ani w nocy, ani w budynku, ani na wolnym powietrzu, ani gdy jechał konno ani gdy szedł, ani odzianego ani nagiego, ani przy użyciu jakiejkolwiek broni zrobionej zgodnie z prawem. Można go było zabić tylko o zmroku, owiniętego w sieć, z jedną nogą postawioną na kotle a drugą na kozie, przy użyciu broni wykutej w godzinach, w których nie wolno było jej kuć. W ten sposób doprowadziła do jego śmierci.
Llew stał się orłem, lecz Gwydion zamienił go znów w człowieka. Llew zabił Goronwy'ego, a Gwydion zamienił Blodeuwedd w sowę.